# Vasilij Žbogar
Vasilij Žbogar, född den 4 oktober 1975 i Koper i Slovenien, är en slovensk seglare och trippel OS-medaljör
Han tog OS-brons i Laser i samband med de olympiska spelen i Athen 2004. 
Han tog OS-silver i laser i samband med de olympiska seglingstävlingarna 2008 i Qingdao i Kina.
Vid de olympiska seglingstävlingarna 2016 i Rio de Janeiro tog Žbogar en silvermedalj i finnjolle.